# Juan Company Jiménez
Juan Company Jiménez (Bailèn, 23 de novembre de 1877 - Benicalap, 7 de gener de 1951) va ser un metge i polític republicà espanyol que va residir bona part de la seva vida a Alhama de Almería i va arribar a ser diputat a Corts en la Segona República.
Fill del comandant de la Guàrdia Civil a Bailén, ja de nen la seva família es va traslladar a Alhama de Almería, lloc de naixement del seu pare. Després d'acabar el batxiller a Almeria, va cursar els dos primers anys de medicina a la Universitat de Granada, acabant els seus estudis a la Universitat de Barcelona en 1900. Res més acabar la seva formació es va establir com a metge a Canjáyar i poc després guanyà per oposició la plaça de metge de banys al balneari d'Alhama, que va ocupar fins a 1918. Ja casat, es va traslladar a Almeria per obrir una consulta com a especialista de pulmó i cor, encara que va seguir treballant com a metge higienista ocasionalment, especialment a diferents balnearis d'Espanya com el de Panticosa a la província d'Osca. Va ser tresorer del Col·legi de Metges d'Almeria i membre de la Junta Antituberculosa, i publicava habitualment a revistes mèdiques especialitzades sobre malalties pulmonars, higiene i les relacions entre les pobres condicions de treball i la salut dels obrers, on van destacar les denúncies per les condicions de treball dels miners de Rodalquilar.
En el terreny polític va estar vinculat des de jove a l'Aliança Republicana d'Almeria, incorporant-se al Partit Republicà Democràtic Federal del que va ser president a Almeria. Va ser membre iniciat en la maçoneria en la lògia Progreso nº 28 d'Almeria el que li va portar a presó un temps durant la dictadura de Primo de Rivera. A les eleccions municipals de 1931 que van donar lloc a la proclamació de la República va ser escollit regidor de l'ajuntament d'Almeria. Després es va presentar amb els federals com a candidat a diputat a les eleccions generals de 1931, i de nou el 1936, ja com a membre de Izquierda Republicana, obtenint l'escó dins de la candidatura del Front Popular.
En esclatar la Guerra Civil va aconseguir posar-se a resguard de la repressió dels revoltats i va participar professionalment com a metge de campanya. El 1937 es va afiliar al Partit Socialista Obrer Espanyol (PSOE), però se li va denegar l'ingrés al Grup Parlamentari Socialista per requerir-se un temps de militància prèvia. Al final de la guerra va aconseguir passar a Algèria, on va ser internat en un camp de concentració. A Espanya va ser suspès pel Col·legi de Metges poc després d'acabar la guerra, processat en rebel·lia pel Tribunal Especial de Repressió de la Maçoneria i del Comunisme a setze anys de presó i inhabilitació absoluta i perpètua de la seva professió i pel de Responsabilitats Polítiques, que va arxivar el cas en 1945. El 1942 va aconseguir embarcar cap a Mèxic on residia ja el seu fill gran com a representant d'uns laboratoris, instal·lant-se en el seu habitatge a la capital asteca i incorporant-se, llavors sí, al Grup Parlamentari Socialista. Allí va treballar com a metge i professor ocasional, sobretot entre els exiliats espanyols. El 1946 va començar a patir greus problemes de visió. Malalt, després de la fi de la Segona Guerra Mundial va fer gestions per tornar a Espanya davant Gregorio Marañón, al que havia conegut en 1928, qui finalment va aconseguir que se li autoritzés l'entrada el 1949, si bé mai se li va permetre tornar a exercir.